# Die with a Smile
Die with a Smile is een nummer van de Amerikaanse singer-songwriters Lady Gaga en Bruno Mars. Het nummer is uitgebracht op 16 augustus 2024.
Het nummer werd commercieel een grote hit. In meer dan 25 landen haalde het nummer de top 3. In Nederland bereikte het nummer zelfs de toppositie van de Top 40 en de Single Top 100, wat voor Gaga en Mars hun eerste nummer-1 hit in Nederland betekende in respectievelijk 13 en 14 jaar tijd. Daarnaast heeft deze hit in de Nederlandse Top 40 ook het record 'langst onafgebroken op nummer 1' en is het op basis van het aantal behaalde punten de succesvolste Alarmschijf, en de op één na grootste Top 40-hit ooit. Daarnaast brak het nummer verschillende records op Spotify. Zo was Die with a Smile het snelste nummer dat de mijlpaal van één miljard streams passeerde, in 96 dagen tijd. Ook heeft het nummer 201 dagen op nummer 1 gestaan in de dagelijkse globale Spotify hitlijsten, meer dan welk nummer dan ook.

## Release
Die with a Smile werd officieel aangekondigd op 15 augustus 2024. Het nummer werd een dag later uitgebracht, tegelijkertijd met de videoclip. In de videoclip dragen Gaga en Mars dezelfde blauwe outfits die ze dragen op de singlecover van het nummer. In de videoclip treden ze samen met een band met het nummer op op een retropodium van een tv-studio, omringd door een publiek van gezichtsloze paspoppen. Mars bespeelt de gitaar met een cowboyhoed op, terwijl Gaga de toetsen bespeelt in een rode panty.

## Hitlijsten

### Nederlandse Top 40
| Hitnotering: 24-08-2024 t/m 25-05-2025 | Hitnotering: 24-08-2024 t/m 25-05-2025 | Hitnotering: 24-08-2024 t/m 25-05-2025 | Hitnotering: 24-08-2024 t/m 25-05-2025 | Hitnotering: 24-08-2024 t/m 25-05-2025 | Hitnotering: 24-08-2024 t/m 25-05-2025 | Hitnotering: 24-08-2024 t/m 25-05-2025 | Hitnotering: 24-08-2024 t/m 25-05-2025 | Hitnotering: 24-08-2024 t/m 25-05-2025 | Hitnotering: 24-08-2024 t/m 25-05-2025 | Hitnotering: 24-08-2024 t/m 25-05-2025 | Hitnotering: 24-08-2024 t/m 25-05-2025 | Hitnotering: 24-08-2024 t/m 25-05-2025 | Hitnotering: 24-08-2024 t/m 25-05-2025 | Hitnotering: 24-08-2024 t/m 25-05-2025 | Hitnotering: 24-08-2024 t/m 25-05-2025 | Hitnotering: 24-08-2024 t/m 25-05-2025 | Hitnotering: 24-08-2024 t/m 25-05-2025 | Hitnotering: 24-08-2024 t/m 25-05-2025 | Hitnotering: 24-08-2024 t/m 25-05-2025 | Hitnotering: 24-08-2024 t/m 25-05-2025 |
| Week:                                  | 1                                      | 2                                      | 3                                      | 4                                      | 5                                      | 6                                      | 7                                      | 8                                      | 9                                      | 10                                     | 11                                     | 12                                     | 13                                     | 14                                     | 15                                     | 16                                     | 17                                     | 18                                     | 19                                     | 20                                     |
| -------------------------------------- | -------------------------------------- | -------------------------------------- | -------------------------------------- | -------------------------------------- | -------------------------------------- | -------------------------------------- | -------------------------------------- | -------------------------------------- | -------------------------------------- | -------------------------------------- | -------------------------------------- | -------------------------------------- | -------------------------------------- | -------------------------------------- | -------------------------------------- | -------------------------------------- | -------------------------------------- | -------------------------------------- | -------------------------------------- | -------------------------------------- |
| Positie:                               | 26                                     | 7                                      | 4                                      | 2                                      | 1                                      | 1                                      | 1                                      | 1                                      | 1                                      | 1                                      | 1                                      | 1                                      | 1                                      | 1                                      | 1                                      | 1                                      | 1                                      | 1                                      | 1                                      | 1                                      |
| Week:                                  | 21                                     | 22                                     | 23                                     | 24                                     | 25                                     | 26                                     | 27                                     | 28                                     | 29                                     | 30                                     | 31                                     | 32                                     | 33                                     | 34                                     | 35                                     | 36                                     | 37                                     | 38                                     | 39                                     | 40                                     |
| Positie:                               | 1                                      | 2                                      | 2                                      | 3                                      | 3                                      | 5                                      | 7                                      | 9                                      | 11                                     | 11                                     | 13                                     | 16                                     | 22                                     | 28                                     | 32                                     | 33                                     | 34                                     | 34                                     | 36                                     | 38                                     |
| Week:                                  |                                        |                                        |                                        |                                        |                                        |                                        |                                        |                                        |                                        |                                        |                                        |                                        |                                        |                                        |                                        |                                        |                                        |                                        |                                        |                                        |
| Positie:                               | uit                                    |                                        |                                        |                                        |                                        |                                        |                                        |                                        |                                        |                                        |                                        |                                        |                                        |                                        |                                        |                                        |                                        |                                        |                                        |                                        |

### NederlandseSingle Top 100
| Hitnotering: 24-08-2024 t/m heden | Hitnotering: 24-08-2024 t/m heden | Hitnotering: 24-08-2024 t/m heden | Hitnotering: 24-08-2024 t/m heden | Hitnotering: 24-08-2024 t/m heden | Hitnotering: 24-08-2024 t/m heden | Hitnotering: 24-08-2024 t/m heden | Hitnotering: 24-08-2024 t/m heden | Hitnotering: 24-08-2024 t/m heden | Hitnotering: 24-08-2024 t/m heden | Hitnotering: 24-08-2024 t/m heden | Hitnotering: 24-08-2024 t/m heden | Hitnotering: 24-08-2024 t/m heden | Hitnotering: 24-08-2024 t/m heden | Hitnotering: 24-08-2024 t/m heden | Hitnotering: 24-08-2024 t/m heden | Hitnotering: 24-08-2024 t/m heden | Hitnotering: 24-08-2024 t/m heden | Hitnotering: 24-08-2024 t/m heden | Hitnotering: 24-08-2024 t/m heden | Hitnotering: 24-08-2024 t/m heden |
| Week:                             | 1                                 | 2                                 | 3                                 | 4                                 | 5                                 | 6                                 | 7                                 | 8                                 | 9                                 | 10                                | 11                                | 12                                | 13                                | 14                                | 15                                | 16                                | 17                                | 18                                | 19                                | 20                                |
| --------------------------------- | --------------------------------- | --------------------------------- | --------------------------------- | --------------------------------- | --------------------------------- | --------------------------------- | --------------------------------- | --------------------------------- | --------------------------------- | --------------------------------- | --------------------------------- | --------------------------------- | --------------------------------- | --------------------------------- | --------------------------------- | --------------------------------- | --------------------------------- | --------------------------------- | --------------------------------- | --------------------------------- |
| Positie:                          | 19                                | 4                                 | 3                                 | 3                                 | 1                                 | 2                                 | 1                                 | 2                                 | 2                                 | 1                                 | 2                                 | 2                                 | 2                                 | 3                                 | 2                                 | 2                                 | 3                                 | 6                                 | 27                                | 1                                 |
| Week:                             | 21                                | 22                                | 23                                | 24                                | 25                                | 26                                | 27                                | 28                                | 29                                | 30                                | 31                                | 32                                | 33                                | 34                                | 35                                | 36                                | 37                                | 38                                | 39                                | 40                                |
| Positie:                          | 1                                 | 1                                 | 2                                 | 4                                 | 3                                 | 3                                 | 2                                 | 2                                 | 3                                 | 6                                 | 9                                 | 12                                | 9                                 | 14                                | 14                                | 13                                | 19                                | 21                                | 19                                | 25                                |
| Week:                             | 41                                | 42                                | 43                                | 44                                | 45                                | 46                                | 47                                | 48                                | 49                                | 50                                | 51                                | 52                                |                                   |                                   |                                   |                                   |                                   |                                   |                                   |                                   |
| Positie:                          | 29                                | 37                                | 38                                | 46                                | 46                                | 52                                | 52                                | 54                                | 53                                | 51                                | 48                                | 50                                |                                   |                                   |                                   |                                   |                                   |                                   |                                   |                                   |

### VlaamseUltratop 50
| Hitnotering: 24-08-2024 t/m 26-07-2025 | Hitnotering: 24-08-2024 t/m 26-07-2025 | Hitnotering: 24-08-2024 t/m 26-07-2025 | Hitnotering: 24-08-2024 t/m 26-07-2025 | Hitnotering: 24-08-2024 t/m 26-07-2025 | Hitnotering: 24-08-2024 t/m 26-07-2025 | Hitnotering: 24-08-2024 t/m 26-07-2025 | Hitnotering: 24-08-2024 t/m 26-07-2025 | Hitnotering: 24-08-2024 t/m 26-07-2025 | Hitnotering: 24-08-2024 t/m 26-07-2025 | Hitnotering: 24-08-2024 t/m 26-07-2025 | Hitnotering: 24-08-2024 t/m 26-07-2025 | Hitnotering: 24-08-2024 t/m 26-07-2025 | Hitnotering: 24-08-2024 t/m 26-07-2025 | Hitnotering: 24-08-2024 t/m 26-07-2025 | Hitnotering: 24-08-2024 t/m 26-07-2025 | Hitnotering: 24-08-2024 t/m 26-07-2025 | Hitnotering: 24-08-2024 t/m 26-07-2025 | Hitnotering: 24-08-2024 t/m 26-07-2025 | Hitnotering: 24-08-2024 t/m 26-07-2025 | Hitnotering: 24-08-2024 t/m 26-07-2025 |
| Week:                                  | 1                                      | 2                                      | 3                                      | 4                                      | 5                                      | 6                                      | 7                                      | 8                                      | 9                                      | 10                                     | 11                                     | 12                                     | 13                                     | 14                                     | 15                                     | 16                                     | 17                                     | 18                                     | 19                                     | 20                                     |
| -------------------------------------- | -------------------------------------- | -------------------------------------- | -------------------------------------- | -------------------------------------- | -------------------------------------- | -------------------------------------- | -------------------------------------- | -------------------------------------- | -------------------------------------- | -------------------------------------- | -------------------------------------- | -------------------------------------- | -------------------------------------- | -------------------------------------- | -------------------------------------- | -------------------------------------- | -------------------------------------- | -------------------------------------- | -------------------------------------- | -------------------------------------- |
| Positie:                               | 28                                     | 15                                     | 14                                     | 9                                      | 8                                      | 6                                      | 3                                      | 1                                      | 3                                      | 2                                      | 2                                      | 3                                      | 1                                      | 4                                      | 3                                      | 3                                      | 2                                      | 2                                      | 4                                      | 2                                      |
| Week:                                  | 21                                     | 22                                     | 23                                     | 24                                     | 25                                     | 26                                     | 27                                     | 28                                     | 29                                     | 30                                     | 31                                     | 32                                     | 33                                     | 34                                     | 35                                     | 36                                     | 37                                     | 38                                     | 39                                     | 40                                     |
| Positie:                               | 2                                      | 4                                      | 4                                      | 3                                      | 3                                      | 4                                      | 4                                      | 5                                      | 3                                      | 4                                      | 6                                      | 6                                      | 7                                      | 8                                      | 6                                      | 7                                      | 10                                     | 11                                     | 16                                     | 15                                     |
| Week:                                  | 41                                     | 42                                     | 43                                     | 44                                     | 45                                     | 46                                     | 47                                     | 48                                     | 49                                     |                                        |                                        |                                        |                                        |                                        |                                        |                                        |                                        |                                        |                                        |                                        |
| Positie:                               | 21                                     | 15                                     | 21                                     | 28                                     | 27                                     | 27                                     | 36                                     | 39                                     | 46                                     | uit                                    |                                        |                                        |                                        |                                        |                                        |                                        |                                        |                                        |                                        |                                        |

### NPO Radio 2 Top 2000
Die with a Smile stond in 2024 voor het eerst in de NPO Radio 2 Top 2000, op plek 194.